# Откровение
Открове́ние, в религии и теологии — разнообразное открытие Богом себя самого и своей воли людям. Откровение может исходить как непосредственно от Бога, так и через посредников. В некоторых религиях существуют священные тексты, которые рассматриваются в качестве богооткровенных. Обычно к религиям откровения относят три авраамические религии — иудаизм, христианство и ислам. Однако близкое понятие откровения присутствует и в других религиях (в частности, в зороастризме и индуизме).

## Типы откровений

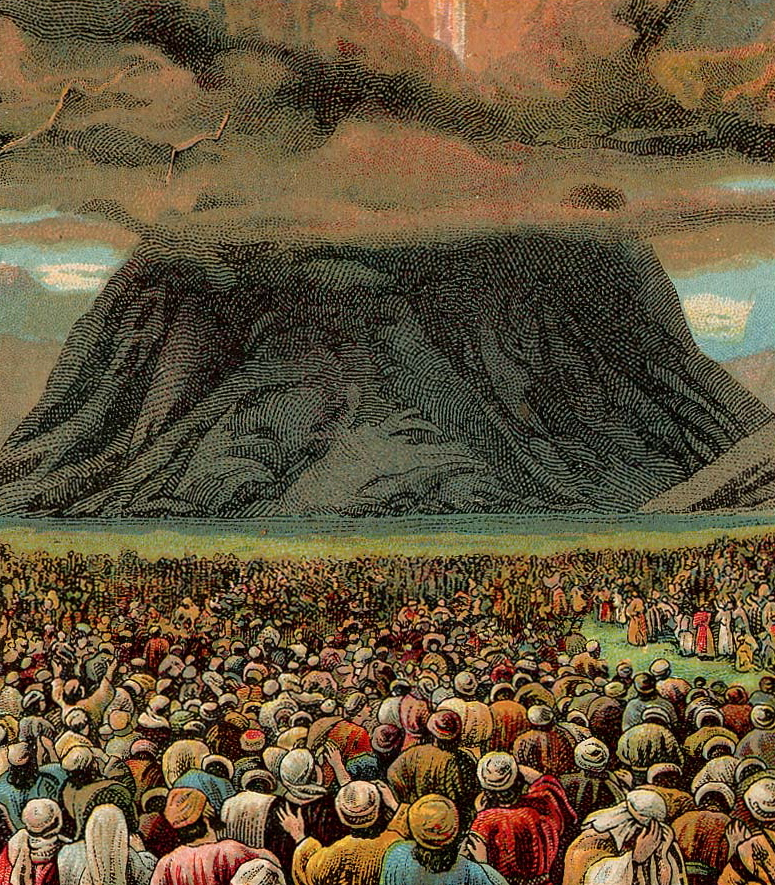
Получение десяти заповедей (открытка 1907 года)

### Сверхъестественное (божественное) откровение
В богословии различают сверхъестественное (божественное) откровение (Supernatural / Special Revelation) и естественное откровение (Natural / General Revelation). К первому относят Священное Писание (Библия) и (в исторических церквях) Священное Предание. Под вторым понимается открытие Богом себя через своё творение, материальный мир. Таким образом предполагается, что для постижения существования Бога, а также установленных им нравственных законов не требуется прямого божественного вмешательства, а достаточно человеческого разума. Считается, что впервые понятия божественного и естественного откровения были сформулированы Фомой Аквинским.
Позиция Православной церкви в отношении божественного и естественного откровения резко отличается от позиции Протестантской и Католической церквей, которые подчёркивают различие между этими двумя видами откровения и склонны утверждать, что естественного откровения для спасения недостаточно. В православном христианстве не делается сущностного различия между божественным и естественным откровением: божественное откровение лишь указывает на проявления естественного откровения в исторических событиях и лицах.

### Естественное откровение
В христианской традиции существует понятие естественного откровения (Natural revelation), называемого также повсеместным, общим (в значении всеобщего обладания) (en:General revelation). Под этим понятием понимается открытие Богом самого себя посредством сотворённого мира, природы, и открытие Богом нравственных законов людям внутри их совести. Отличительная особенность этого типа откровения заключается в том, что для постижения его не требуется никакого сверхъестественного вмешательства, но достаточно способностей разума человека.

#### Священные писания вне христианства
В иудаизме сверхъестественное откровение признаётся особенным образом в Торе, а затем — в других книгах Танах. Иудеи считают, что откровение закона — Тора, содержащая 613 заповедей, дана еврейскому народу, но в числе этих заповедей содержатся Семь заповедей Ноя, которые даны для всего человечества.
В исламе откровение посредством священной книги признаётся за Кораном.
В зороастризме священной книгой, передающей откровение, является Авеста.
В индуизме также имеются книги, почитаемые священными и богооткровенными. Некоторые из них содержат идеи монотеизма. Самые известные из них — четыре Веды и Бхагавадгита.

#### Частное откровение
В религиозных традициях присутствуют предания и свидетельства о сверхъестественных переживаниях и явлениях верующим, чаще всего — признанным святыми. Такие переживания и явления, ниспосланные определённым лицам, в христианском богословии называют частными откровениями (en:Private revelation). Частные откровения помогают верующим в их духовной жизни, однако, в христианстве вера в них не рассматривается необходимой для спасения.

#### Продолжающееся откровение
В некоторых религиозных традициях и конфессиях существует вера в непрерывно продолжающееся откровение Бога (en:Continuous revelation), которое не ограничено религиозной традицией. К числу таких традиций относятся, к примеру, квакеры, пятидесятники и харизматы, мормоны, бахаи.

### Экзистенциональная теология
Некоторые теологи предприняли попытки переосмыслить традиционные представления об откровении при помощи философии экзистенциализма. Они отошли от богословских концепций, в которых центром откровения представлено послание священных текстов, которые люди обязаны принять и исполнять. Так, Мартин Бубер понимает откровение как диалог между человеком и Богом. В его концепции откровение — это не просто принятие книг и заповедей Бога, но встреча человека с Божественным присутствием, которая стимулирует ответ со стороны человека. Франц Розенцвейг в той же концепции откровения как диалога подчёркивает зависимость откровения от воли Бога, который открывается по своему усмотрению в различные эпохи и различным людям. Через откровение Бог устанавливает отношения Завета с людьми, которые отвечают на это конкретными поступками. Пауль Тиллих утверждает, что Бога нельзя искать как некую «небесную личность». Бог — это подлинные основы существования. Грех есть не просто нарушение внешних законов и заповедей, а потеря самого себя. Иисус Христос преодолевает социальное и личное отчуждение.